# Săcele
Săcele (səˈt͡ʃele; tysk: Siebendörfer; ungarsk: Négyfalu, mellem 1950 og 2001 Szecseleváros) er en by i distriktet Brașov, Rumænien, i Burzenland-området i det sydøstlige Transsylvanien, med et indbyggertal på 30.798 indbyggere i 2011. Den støder op til byen Brașov, idet dens centrum ligger 15 km fra centrum af Brașov.
Byen har 30.920 (2021) indbyggere.

## Historie
Byen har siden 1950 bestået af tidligere landsbyer, som nu udgør de vigtigste dele: Baciu (Bácsfalu, Batschendorf), Turcheș (Türkös, Türkeschdorf), Cernatu (Csernátfalu, Zerndorf), og Satulung (Hosszúfalu, Langendorf).
Efter anden halvdel af det 11. århundrede nævnes landsbyerne som "septem villae valacheles" (syv Vlachs landsbyer).
Den første officielle omtale er en akt udstedt den 16. maj 1366 af ungarsk konge Ludvig 1. af Ungarn, hvori han tilbyder området mellem floderne Timiș og Olt til en betroet ven - grev Stanislav.